# Relações entre Brasil e Estados Unidos no governo João Goulart

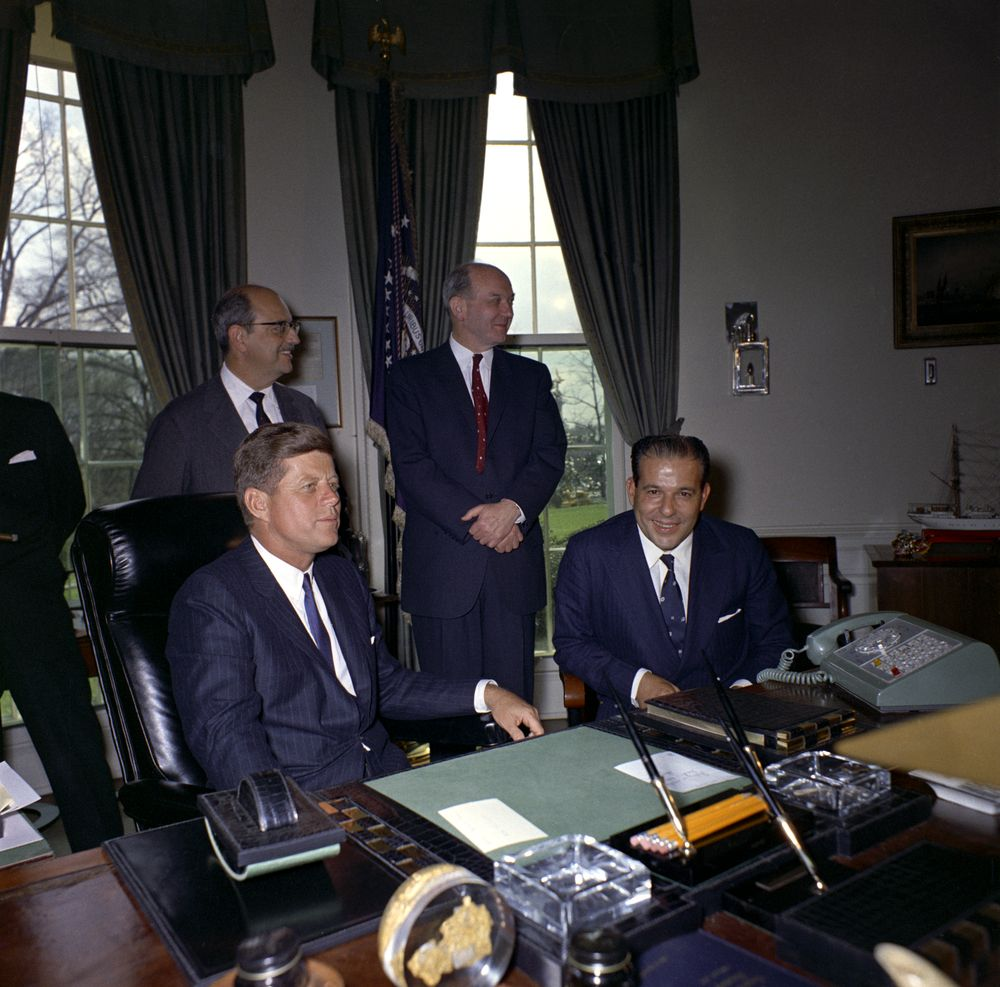
João Goulart encontrando-se com John F. Kennedy na Casa Branca no dia 3 de abril de 1962.

As relações entre Brasil e Estados Unidos no governo João Goulart (1961–1964) gradativamente deterioraram, culminando no apoio americano à destituição do presidente brasileiro no golpe de Estado no Brasil em 1964. Embora a dinâmica da crise tenha sido principalmente brasileira, ações americanas progressivamente aumentaram as chances de ocorrência e sucesso de uma rebelião contra o governo. Historiadores divergem sobre a inevitabilidade de um choque entre as administrações de Goulart e John F. Kennedy/Lyndon B. Johnson, a importância relativa dos pontos de atrito e o momento em que o governo americano decidiu apoiar a deposição do brasileiro — mais cedo, como em 1962, ou mais tarde, somente em 1963.
Jango, como era conhecido o presidente brasileiro, tomou posse já tendo desconfiança dos americanos em virtude de suas ligações com a esquerda radical nos sindicatos, embora não fosse considerado comunista. Ainda assim, o ano de 1962 não começou negativo, e Goulart conseguiu uma boa relação com o presidente Kennedy. Os pontos de atrito foram vários. No plano internacional o governo brasileiro deu continuidade à Política Externa Independente, expandindo seus vínculos para fora do bloco ocidental e discordando em parte das propostas americanas contra Cuba. Internamente, não dava tanta atenção à estabilização econômica e limitou a remessa de lucros das empresas americanas no Brasil. Em 1963 fez concessões e uma tentativa de estabilização, o Plano Trienal, mas não encontrou o apoio americano necessário para seu sucesso e endureceu sua posição com os EUA. Em Washington também havia preocupação com forças de esquerda como o governador Leonel Brizola, que encampou subsidiárias de empresas americanas, e as Ligas Camponesas.
Os EUA usaram diversos instrumentos para alterar o curso do governo brasileiro e, posteriormente, para enfraquecê-lo. A visita de Kennedy ao Brasil foi sucessivamente adiada, enquanto candidatos oposicionistas receberam milhões de dólares nas eleições de 1962 e a assistência econômica foi redirecionada aos governos estaduais oposicionistas, as “ilhas de sanidade administrativa”. A Embaixada dos EUA no Brasil, sob Lincoln Gordon, envolveu-se nos assuntos internos brasileiros. A importante liberação de crédito foi dificultada, diferente da atitude tomada para o governo anterior de Jânio Quadros. Por fim, o governo americano procurou aliados entre os militares brasileiros que já conspiravam para um golpe de Estado e ofereceu apoio às suas operações militares na forma da operação Brother Sam. Ela nunca chegou ao Brasil devido à rápida deposição de Goulart iniciada em 31 de março de 1964, mas a retirada do presidente foi em parte devido ao conhecimento de que o Departamento de Estado americano reconheceria um governo paralelo organizado pelos insurretos. A ditadura militar brasileira (1964-1985) foi rapidamente reconhecida, e os EUA agiram diplomaticamente para facilitar seu reconhecimento por outros países.
A pressão sobre o governo de Goulart ocorreu quando a política externa americana estava definida pela Guerra Fria, a Revolução Cubana de 1959 e pressões dentro do país para uma política externa dura. Na América Latina, Washington buscava reafirmar sua hegemonia, influenciar governos de esquerda através da assistência econômica da Aliança para o Progresso ou favorecer suas destituições pelas oposições locais, tolerando assim diversos golpes de Estado militares.

## Contexto

### Condições internas nos EUA
As condições internas nos EUA ao longo dos anos 1950 e início dos 1960 tornavam mais difícil sua convivência pacífica com governos de esquerda e centro-esquerda na América Latina. Se o presidente americano fosse favorável demais a Goulart, alimentaria as críticas de seus inimigos internos. O período era marcado por "um Estado de segurança nacional, altos gastos de defesa, militarização e conformismo social". A Guerra Fria e a paranoia com o comunismo se intensificavam. O sindicalismo seguia uma guinada à direita. O Congresso era dominado pelo Partido Democrata. Mesmo que tipicamente lembrado como mais moderado na política externa que o Partido Republicano, era à época agressivo, especialmente pela grande influência de representantes conservadores e militaristas do Sul.
Na eleição presidencial de 1960 o democrata John F. Kennedy por pouco derrotou seu oponente, o republicano Richard Nixon, e para tanto, precisou mostrar-se mais duro na política externa. Após seu assassinato em 1963, assumiu Lyndon B. Johnson. Em 1964 o novo presidente estava preocupado com a eleição e não aceitaria o prejuízo político de apoiar um golpe malsucedido no Brasil. Em janeiro os republicanos haviam criticado sua reação aos protestos no Panamá [es] como faltando dureza.

### Política externa dos EUA na América Latina

#### Até a Revolução Cubana
A política externa americana após a Segunda Guerra Mundial tinha escopo global e os objetivos de organizar uma ordem mundial e impedir a expansão da influência da União Soviética. Os partidários da escola realista das Relações Internacionais acreditavam que um regime totalitário como o soviético seria agressivamente expansionista. Após a instalação do comunismo num país, seria impossível a restauração do capitalismo e da democracia liberal. Assim, procurava-se impedir a difusão do comunismo através da política de contenção. Também era objetivo reafirmar a hegemonia americana.
Nesse contexto, a América Latina era importante como fonte de matérias-primas e votos nas Nações Unidas, além de ser a última região com a qual se poderia confiar no caso da Europa tornar-se antiamericana. Os teóricos realistas Hans Morgenthau e George Kennan acreditavam na sua relevância. Entretanto, nesse período inicial da Guerra Fria (até 1959), pouca atenção era dada à região, e o investimento de capital era mínimo. Havia um sistema de segurança com um componente militar, o Tratado Interamericano de Assistência Recíproca (TIAR), e outro político, a Organização dos Estados Americanos (OEA). Forneciam-se armamentos, mas isso tinha pouca utilidade militar — "fornecer tanques a Honduras ou ao Equador provavelmente não impediria que a União Soviética lançasse um ataque nuclear". A contenção tinha dois instrumentos: a ajuda econômica e a desestabilização. No primeiro caso, um exemplo é a Bolívia após 1952, cujo governo instalado após uma revolução foi influenciado numa direção mais conservadora. No segundo, a derrubada do governo Arbenz, da Guatemala, por uma força paramilitar organizada pela Central Intelligence Agency (CIA). Ambos foram considerados bem-sucedidos.
Em 1958, as vaias recebidas pelo Vice-presidente Nixon numa viagem por vários países latinoamericanos alertaram o governo Eisenhower para a péssima imagem dos EUA no região. A Revolução Cubana em 1959 e os eventos subsequentes levaram a uma reviravolta na política para a América Latina. As tentativas de se conseguir um governo moderado, ainda em 1959, fracassaram. No ano seguinte, a cota de exportações cubanas de açúcar foi suspensa. Kennedy, na sua campanha presidencial, criticou a complacência da liderança americana com a América Latina. Em 1961 a tentativa militar de mudar o regime em Cuba, a invasão da Baía dos Porcos, fracassou, enquanto Fidel Castro anunciou a implantação do socialismo e o alinhamento de seu país aos soviéticos. Em 1962 a crise dos mísseis de Cuba fez o equilíbrio de forças na região pender para o lado americano, o que permitia colocar pressão sobre países recalcitrantes como o Brasil.

#### Governos Kennedy e Johnson

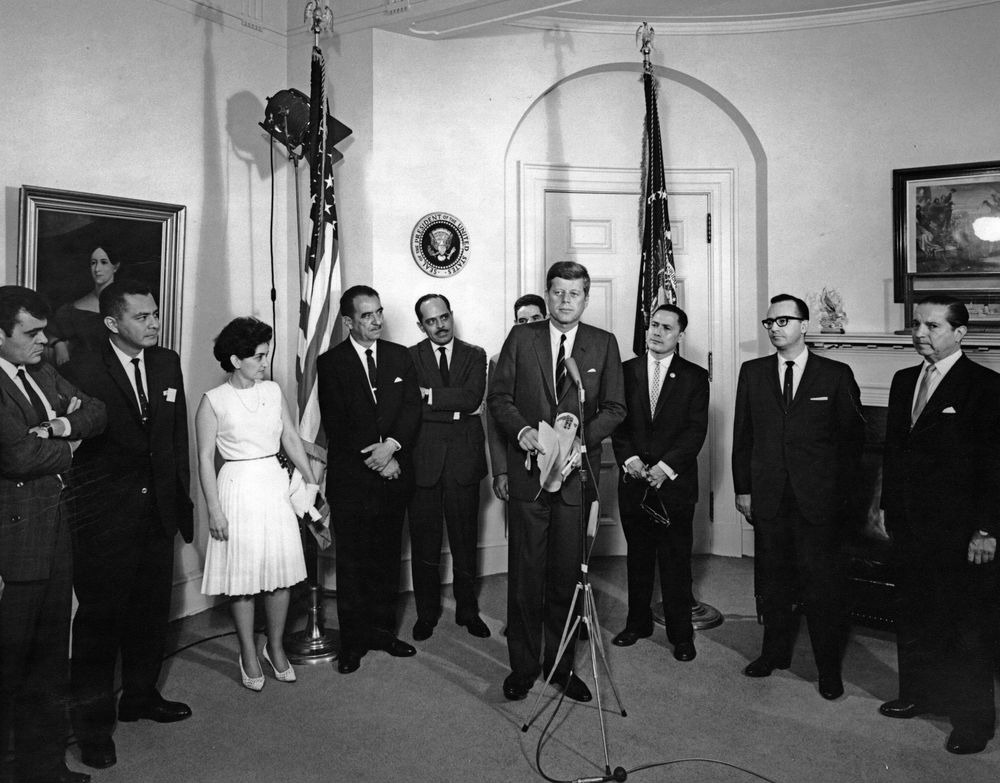
Kennedy com representantes latinoamericanos da Aliança para o Progresso em 1963

A percepção era que Cuba havia sido perdida, o que levou à reformulação da política externa e a "uma postura de paranóica vigilância" contra uma "segunda Cuba" ou "outras Cubas". Enquanto isso, surgiam movimentos revolucionários que buscavam apoio soviético. Entretanto, mesmo líderes que chegaram ao poder por vias democráticas, e mesmo que não marxistas, mas reformistas ou nacionalistas, eram assumidos como riscos à segurança e interesses dos Estados Unidos. Eram casos como Cheddi Jagan, na Guiana, Arbenz, na Guatemala, e João Goulart, no Brasil. A perda em Cuba estava na mente dos funcionários do governo Johnson em 1964 e favoreceu a tomada de decisões mais duras quanto ao Brasil.
A nova política tinha dois pilares, os militares latinoamericanos e a assistência econômica. As Forças Armadas locais eram vistas como "a organização social mais estável e modernizadora". Desde o último ano do governo Eisenhower já se pensou em torná-las menores e focadas na contrainsurgência, como se fossem gendarmerias.
Por sua vez, a assistência econômica veio na forma da Aliança para o Progresso, anunciada em 1961, com a previsão de investimento de US$ 10 bilhões em dez anos. Sua administração foi entregue à recém-criada USAID. Embasada na teoria de modernização de Walt W. Rostow [en], concebia a pobreza como espaço aberto para as ideologias indesejadas, e o desenvolvimento econômico como única forma de impedir a revolução comunista. A estratégia da Aliança era baseada na reforma democrática, anticomunismo e aumento do padrão de vida. Este último seria conseguido pelo planejamento econômico, investimento estatal e estrangeiro e reformas sociais, incluindo as reformas agrária e fiscal. Seria mais do que um programa de assistência comum, atingindo as estruturas políticas, econômicas e sociais, numa "revolução às margens do capitalismo" ou "revolução de classe média". Entretanto, na América Latina nem toda a direita anticomunista aceitava questões como a reforma agrária, e assim os EUA atuaram contra os ditadores de direita Rafael Trujillo, na República Dominicana, e François Duvalier, no Haiti.
Porém, da perspectiva latinoamericana, isso não foi mais do que um programa de assistência comum. A aplicação da lógica da Guerra Fria para interpretar uma região com características próprias e a função da Aliança como instrumento para lutá-la limitaram sua capacidade de concretizar seu ideário. Mais ainda, o objetivo declarado de apoiar regimes democráticos fracassou, e o governo americano usou ferramentas políticas, econômicas e militares para desestabilizar governantes de esquerda eleitos dentro da democracia. A lógica de Guerra Fria tomava prioridade. Ainda em 1950, George Kennan escreveu que "É melhor ter um regime forte no poder do que um governo liberal se ele for indulgente e relaxado e penetrado por comunistas".
Ocorreram golpes militares na Argentina e no Peru, em 1962, e na Guatemala e Equador, em 1963, e em todos a atitude americana passou da quase reação (chegando a interromper a assistência econômica) à expectativa, e, por fim, à aceitação dos recém-instalados regimes autoritários. Pela "Doutrina Mann", estabelecida em 1964, as ditaduras não seriam questionadas se mantivessem o anticomunismo. O objetivo de evitar novos governos socialistas ou comunistas na região, pensado desde o início pelos fundadores da Aliança, foi conseguido.
Kennedy tinha boa imagem na América Latina. Seu sucessor era, quanto à região, menos interessado e mais receptivo às opiniões de empresários americanos. Ele designou Thomas C. Mann [en] como o responsável pelos assuntos latinoamericanos.

### Influência no pensamento dos militares brasileiros
O Exército Brasileiro nos anos 60 tinha organização e doutrina militar nos moldes americanos. Entre as influências estava a Doutrina de Segurança Nacional, disseminada dos militares estadunidenses a seus pares latinoamericanos e ensinada em escolas militares nos moldes do National War College. No caso brasileiro, era a Escola Superior de Guerra (ESG), e seu ideário defendia o alinhamento aos EUA. Entretanto, as teorias desenvolvidas na ESG não eram meramente as recebidas dos EUA, pois a Escola sintetizou conceitos já existentes e de origens tanto brasileiras quanto externas, entre elas americanas. Os oficiais ligados a ela se destacaram, mas compunham apenas uma entre várias tendências militares. Afora a ESG, os militares também eram influenciados através da Escola do Caribe ou Escola das Américas.

### Relação com o governo Jânio
No início dos anos 60, quando Jânio Quadros assumiu a Presidência, o Brasil enfrentava crescente inflação e déficits internos e externos. A dívida externa, embora não tão grande (em 1960, equivalia a dois anos de exportações), tinha altos juros a curto prazo, e a capacidade do país de obter divisas estava em declínio. Devido aos gastos pesados nos anos 50, no governo de Juscelino Kubitschek, agora grandes empréstimos dos EUA ou do Fundo Monetário Internacional (FMI) eram necessários para conduzir o governo, o que ligava o ciclo político brasileiro ao Tesouro dos Estados Unidos e abria espaço para a interferência de americanos na administração brasileira. A obtenção desses empréstimos tinha obstáculos: o Congresso americano queria como contrapartida medidas de estabilização econômica exigidas pelo FMI, e a Política Externa Independente (PEI) brasileira era indesejada em Washington. Por essa política, o Brasil defendeu a não-intervenção contra Cuba, opondo-se às intenções americanas. Já a estabilização econômica tipicamente consistiria em cortes de gastos públicos, promoção de exportações através da taxa de câmbio, restrições ao crédito e reajustes salariais. Essas medidas teriam como objetivo enfrentar a inflação e equilibrar as finanças externas. A curto prazo seriam prejudiciais, o que deixava os brasileiros relutantes.
O governo brasileiro entrou em negociações com seus credores: os EUA, FMI, europeus e japoneses. Conseguiu mais de US$ 1,6 bilhões em refinanciamentos e novos empréstimos. Além de fornecer 55% desses empréstimos, os americanos pressionaram os demais credores a oferecerem esses termos favoráveis. Entretanto, no final de julho, como Quadros não cumpria a austeridade que havia prometido, o FMI suspendeu seu empréstimo, que só havia sido usado parcialmente até então. Os europeus tiveram atitude idêntica. Os americanos, porém, mantiveram o apoio, e Kennedy convidou Jânio a visitar Washington em dezembro. Eles não só relativizaram suas exigências de uma política fiscal austera como também não prejudicaram Jânio pela sua PEI. Kennedy aceitava a argumentação de Jânio de que essa política tinha função tática, de conseguir apoio doméstico, sem causar "contaminação ideológica" da sociedade brasileira. Jânio teve mais facilidade em conseguir seus acordos do que Getúlio Vargas ou Juscelino nos anos 50.

## Interpretação americana do Brasil

### Opinião sobre o presidente
Para a maioria dos trabalhos, os EUA não intervieram na crise sucessória criada pela renúncia de Jânio Quadros em 25 de agosto de 1961. Há evidência documental de que já naquele momento havia opinião negativa de Jango, o próximo na linha de sucessão. Para Kennedy, "Nós não queremos esse camarada [Goulart] por quatro anos e meio [no poder]". O Departamento de Estado escreveu ao presidente americano que Jango receberia "o razoável benefício da dúvida". Nos anos seguintes, a desconfiança existente só aumentaria.
Desde 1953, quando foi nomeado Ministro do Trabalho de Getúlio Vargas, as relações de Jango com a esquerda radical já eram preocupação em Washington. Para muitos membros do governo Kennedy, Goulart não era comunista, mas ainda assim abria espaço para o crescimento político dos comunistas. Os elementos considerados comunistas nos sindicatos seriam importante fonte de capital político, mas essa associação acabaria influenciando a sociedade. A PEI poderia até ser tolerada, mas não esses contatos sindicais. Assim, Jango não seria confiável para receber a assistência econômica da Aliança para o Progresso.
Numa mensagem a Dean Rusk, Secretário de Estado, em 21 de agosto de 1963, Lincoln Gordon analisou a situação política brasileira. Avaliou que Goulart daria um golpe de Estado para criar um regime autoritário nacionalista nos moldes de Vargas e Juan Perón. Sua incompetência então levaria à sua deposição pelos comunistas; seria um "golpe de duas etapas". O Bureau of Intelligence and Research [en] do Departamento de Estado discordou desse raciocínio e concluiu que Goulart apenas pretendia concluir seu mandato e entregar o poder a seu sucessor eleito. Na Casa Branca havia a suspeita de que, como figuras pró-Goulart apontavam-no como influência nefasta na política brasileira, Gordon estava ofendido, enviesando suas avaliações. Ainda assim, a opinião do embaixador estava em harmonia com a visão de mundo dos políticos em Washington, e suas ideias acabaram bem-recebidas no governo.
Nas décadas seguintes, Gordon insistiu que sua análise estava correta, embora variando seus argumentos. Em 1967, afirmou que "nós temos bem mais evidências sólidas do que acusações na imprensa brasileira antigovernista". Em 2005, entrou em contradição com suas afirmações anteriores, sendo muito mais modesto quanto às evidências: "Todas as notícias de jornais diziam, eu não sei se nós tínhamos alguma confirmação definitiva".

### Outras questões
O público americano em geral pouco sabia do Brasil, e os eventos no Panamá em 1964 e na República Dominicana no ano seguinte tiveram mais repercussão que o golpe brasileiro. O governo via "um país continental, populoso, com significativas possibilidades econômicas, mas militarmente pouco importante". Para a Aliança do Progresso o país, como o maior da América Latina, era considerado sua aresta mais importante.
Os diplomatas tinham uma imagem baseada tanto em interpretações bem firmadas na realidade quanto em estereótipos comuns também entre brasileiros, como a "cordialidade" e o "jeitinho"; concebiam inclusive traços negativos como preguiça e corrupção. Americanos trabalhando no país frequentemente tinham postura paternalista. A imprensa era considerada pouco confiável, e os intelectuais, tendendo demasiadamente à abstração. "A apatia, a resignação e a incapacitação dos pobres em geral e a complacência e a incompetência dos órgãos governamentais" estariam barrando o desenvolvimento. O sentimento antiamericano era preocupação.
Dentre os partidos políticos a União Democrática Nacional (UDN), oposta ao trabalhismo, era o mais próximo do conceito americano de desenvolvimento. O Departamento de Estado a julgava promissora para uma modernização do capitalismo brasileiro. Já a Embaixada avaliou em fevereiro de 1961 que o partido teria dificuldades para acumular capital político.
Atenção especial era reservada ao Nordeste, "a maior área de extrema pobreza na América Latina (23 milhões de pessoas, renda per capita abaixo de 100 dólares)". Era uma região propensa à agitação e radicalização política, por vezes comparada por americanos a Cuba. O foco não era nos políticos, mas nos movimentos sociais, notavelmente as Ligas Camponesas, fontes de grande preocupação. O temor era do conflito social na região levar a uma revolução como a cubana. Por outro lado, o Nordeste também era considerado ideal para implementar a Aliança para o Progresso, modernizando sua economia e estrutura social agrárias para afastar as ameaças concebidas. A ajuda externa foi focada na região, entrando em aliança com lideranças políticas locais.
A CIA acompanhou as avaliações de Cuba e da URSS sobre o Brasil. Conforme um relatório de 1963, os cubanos eram favoráveis a uma revolução como sua própria, enquanto os soviéticos se opunham. Luís Carlos Prestes, secretário-geral do Partido Comunista Brasileiro, foi apontado como provável intermediário entre Moscou e Havana.

## Relações presidenciais

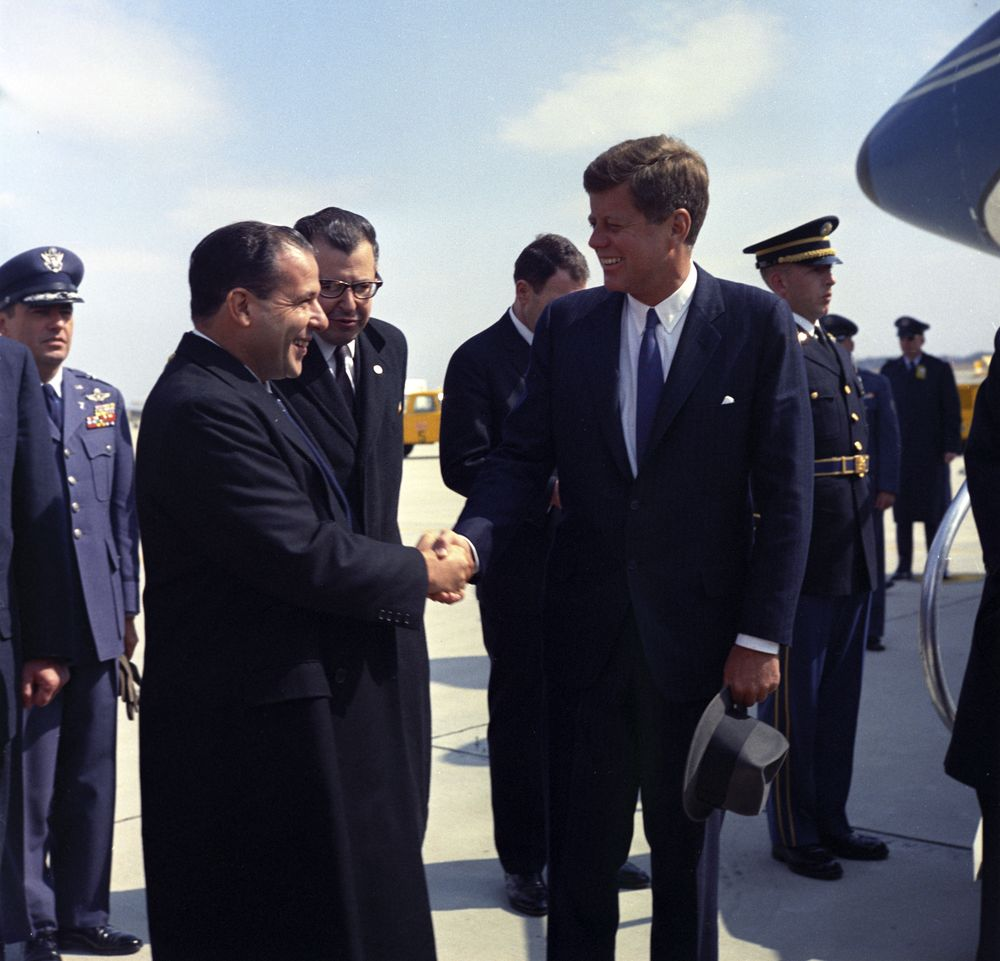
Kennedy cumprimenta Goulart em sua chegada nos Estados Unidos, 1962

Jango visitou os Estados Unidos em abril de 1962, onde estabeleceu uma boa relação pessoal com Kennedy, discursou na OEA e no Congresso e atraiu atenção positiva na imprensa. No Brasil a viagem também repercutiu bem nos jornais, enquanto o Partido Comunista criticou o presidente. Uma visita de Kennedy ao Brasil era esperada para julho, mas foi adiada a novembro. A justificativa divulgada por Goulart era das eleições em ambos os países (gerais no Brasil e legislativas [en] nos EUA). Ele desejava a visita para prestigiar seu governo antes das eleições. Os americanos, entretanto, estavam financiando os candidatos oposicionistas. Em outubro, a Crise dos Mísseis justificou novo adiamento, agora sem data. É provável que, com o comportamento brasileiro durante a Crise dos Mísseis, o governo americano não mais queria tratar Goulart como aliado privilegiado. Goulart queria a presença de Kennedy, mas ela passou a ser forma de pressioná-lo.
Em dezembro o procurador-geral Robert F. Kennedy, irmão do presidente, foi a Brasília expor a Goulart os problemas do ponto de vista americano. Para ele e Gordon, a conversa não chegou a lugar algum. Em julho de 1963 os dois presidentes encontraram-se na sagração do Papa Paulo VI. Posteriormente Kennedy aceitou o convite para uma visita, marcada então para novembro. Naquele mês Kennedy foi assassinado. Goulart ficou preocupado. Em seguida, sua posição ficaria mais difícil com a posse de Johnson, que tinha política externa mais dura.

## Política Externa Independente

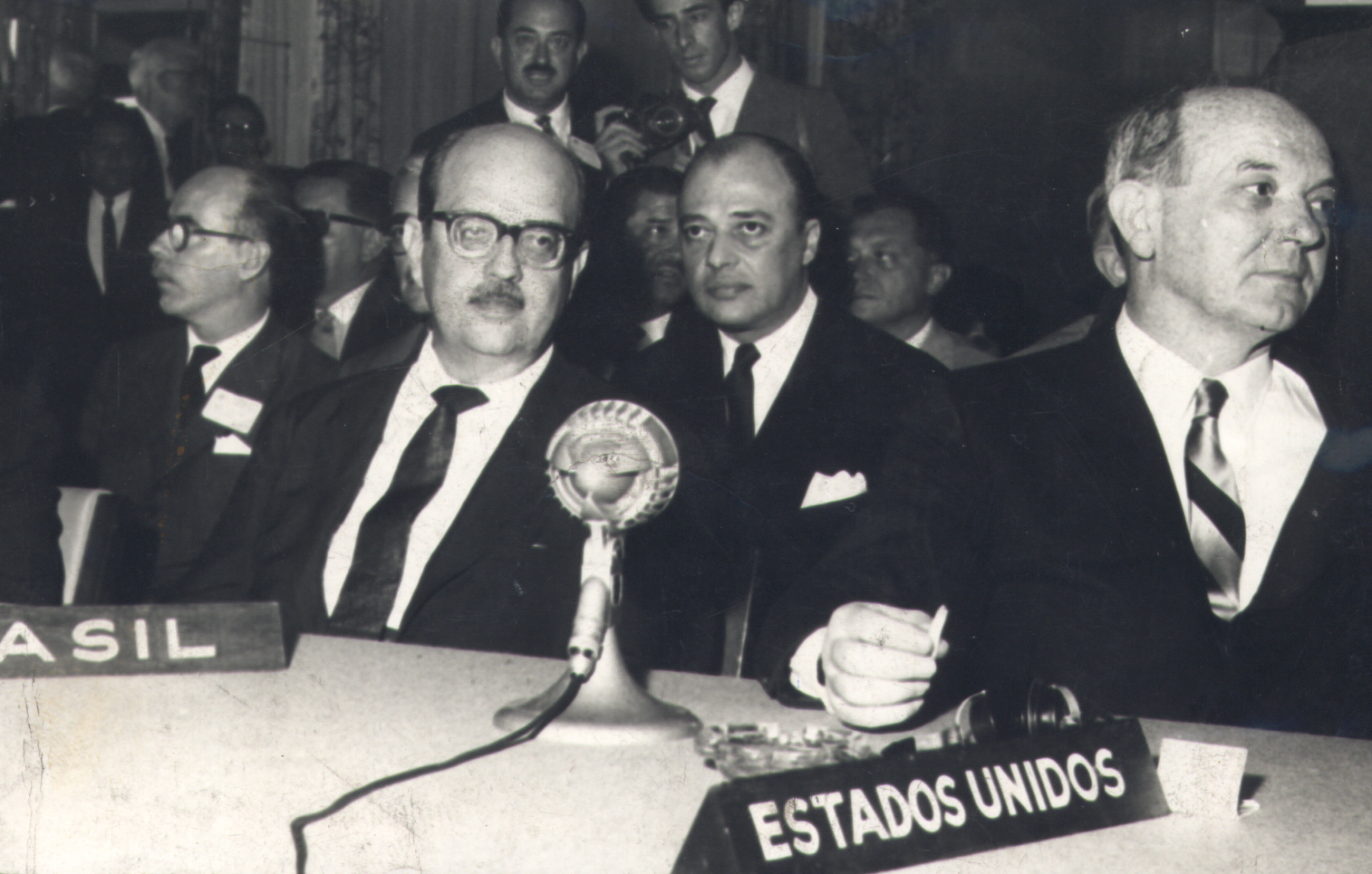
San Tiago Dantas, ministro das Relações Exteriores

Na Segunda Conferência de Punta del Este, em janeiro de 1962, o Brasil deu continuidade à PEI, abstendo-se de votar pela exclusão de Cuba da OEA e opondo-se ao uso de sanções. San Tiago Dantas, o ministro das Relações Exteriores do Brasil, propôs a "finlandização" de Cuba, de forma que manteria seu sistema mas seria neutralizada e teria um código de convivência com o hemisfério. A continuidade da PEI seria motivo de insatisfação da administração de Kennedy com os rumos da política externa brasileira, mas não houve impacto imediato nas relações. A PEI era, até certo ponto, vista como forma de usar o Brasil como intermediário para a África Portuguesa, e um relatório da CIA concluiu que não havia intenção brasileira de aproximar-se dos cubanos.

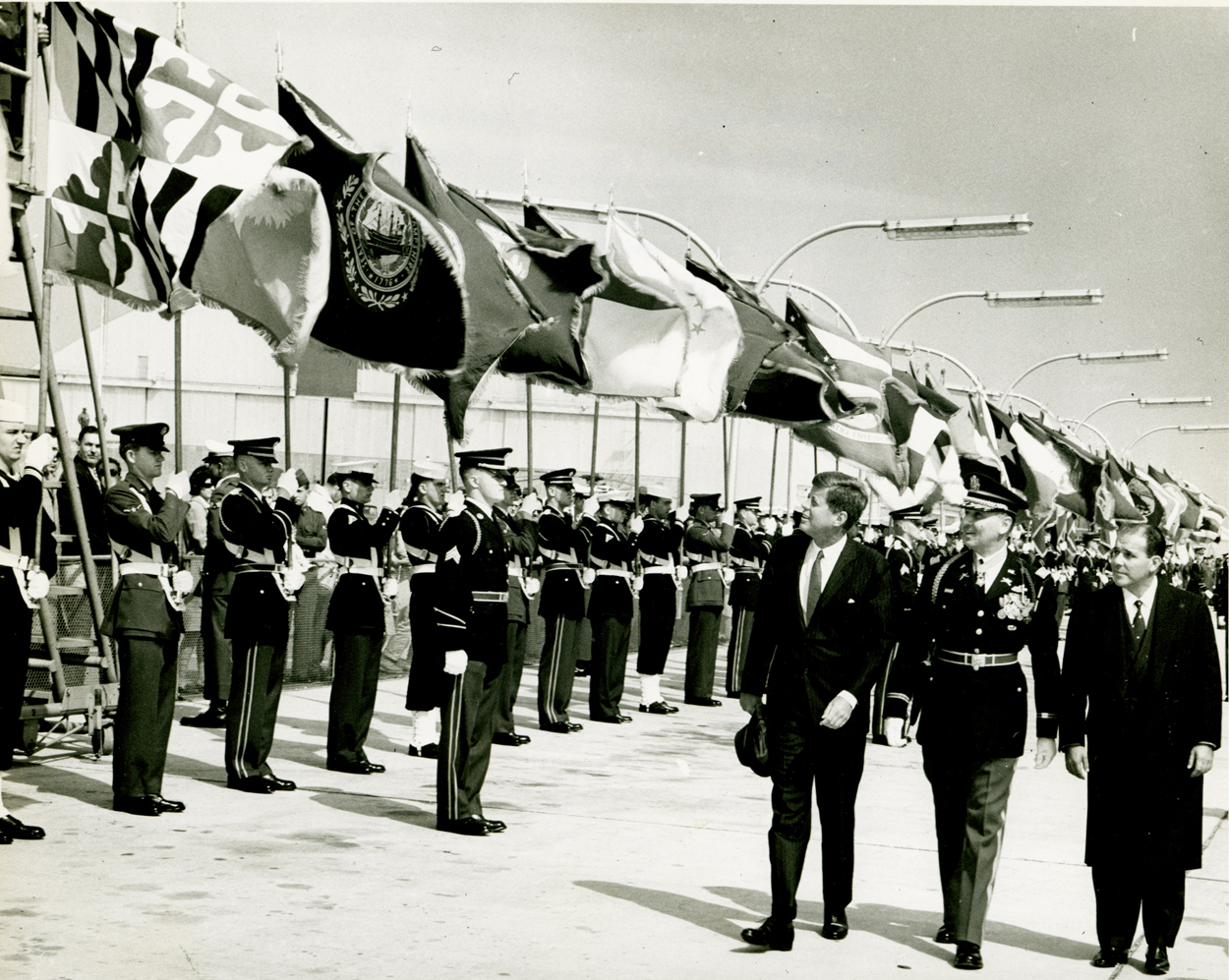
J. F. Kennedy (esq.) e João Goulart (dir.), os presidentes brasileiro e americano, em 1962

A pedido de Kennedy, em 1962 Goulart intercedeu junto ao governo cubano para impedir a execução dos prisioneiros capturados após participarem da Invasão da Baía dos Porcos. No mesmo ano, durante a Crise dos Mísseis, em 1962, Kennedy exigiu a retirada dos mísseis soviéticos de Cuba. Jango comunicou ao embaixador americano seu apoio a essa decisão. Lincoln Gordon avaliou esse momento como um ponto alto numa relação em deterioração. Quando, em 22 de outubro, os EUA convocaram uma reunião da OEA, o Brasil foi a favor do bloqueio naval da ilha, mas contrário a uma intervenção militar. Os EUA usaram o Brasil como intermediário com Cuba. Assim, o general Albino Silva, chefe da Casa Militar, foi enviado para falar com Fidel, embora os americanos considerassem o general simpático ao comunismo e preferissem que o mensageiro fosse Bastian Pinto, embaixador brasileiro em Havana. Na ONU, o Brasil propôs uma inspeção internacional em Cuba e a transformação da América Latina numa Zona Livre de Armamento Nuclear. A primeira proposta não foi necessária, pois a URSS concordou que a inspeção fosse feita por aviões americanos, enquanto a segunda, embora potencialmente agradável tanto aos EUA quanto ao bloco soviético, não foi aceita por Cuba. As tentativas brasileiras de mediar as tensões não tiveram sucesso, esbarrando na intransigência cubana. Os americanos avaliaram que Goulart perdera credibilidade e sua retórica fora ambígua. As relações com Washington (e com Havana)  acabaram prejudicadas.
Em novembro de 1961 o Brasil reatou relações diplomáticas com a União Soviética, ao final de um demorado processo iniciado no governo de Jânio. No ano seguinte, discutiu com a República Popular da Polônia a compra de cem helicópteros com café. Em dezembro, firmou um acordo de crédito de US$ 70 milhões com os poloneses; até então, suas relações com o bloco oriental eram apenas pelo comércio bilateral. Acordos na área petrolífera eram considerados.
Para a Casa Branca, o Brasil aproximava-se do Movimento Não Alinhado, expandia suas relações políticas com o bloco soviético e, nos foros internacionais, testava os limites de seu relacionamento e tendia ao neutralismo. Como parte de suas negociações por crédito americano, Jango ameaçou procurar apoio no bloco soviético. Ainda que com pouca credibilidade, essa manobra influenciou os cálculos americanos. Isso, somado à rejeição ao uso da força na Crise dos Mísseis, mudou a opinião americana sobre a PEI. Uma preocupação adicional foi o incidente de Dianópolis, em 1962, após o qual foi descoberto apoio cubano a um projeto de guerrilha em território brasileiro. Ainda assim, há a interpretação de que fatores domésticos foram mais importantes que a política externa na deterioração das relações bilaterais. Lincoln Gordon julgou a política externa brasileira como irreal, mas um processo de aprendizado, e queria priorizar a política econômica.

## Investimentos estrangeiros

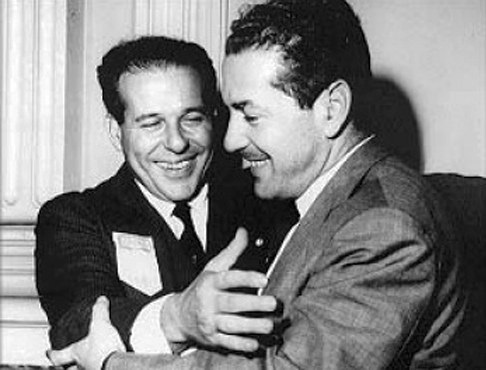
Goulart e Brizola

Muitas empresas americanas tinham investimentos ou planos de investimento no Brasil. Assim, o lobby privado contra o governo brasileiro foi atiçado pela lei da limitação das remessas de lucros e casos de encampação de empresas americanas por Leonel Brizola, governador do Rio Grande do Sul. A nova legislação regendo o capital estrangeiro, embora aprovada na Câmara dos Deputados em novembro de 1961, não foi nem sancionada e nem vetada pelo presidente, mesmo sendo favorável, sendo deixada ao Congresso. Segundo Moniz Bandeira, isso era forma de evitar atrito com os EUA. Em setembro de 1962 o Congresso aprovou a lei, mas sua regulamentação final, cabendo ao presidente, só veio em janeiro de 1964. Como tornou-se necessário o registro na Superintendência da Moeda e do Crédito (Sumoc), iniciou-se o processamento dos pedidos, e enquanto isso as remessas de lucros para o exterior e a entrada de novos investimentos foram praticamente paralisados em 1963–1964.
Já a questão das expropriações veio à tona em fevereiro de 1962, com a tomada de uma subsidiária gaúcha da International Telephone and Telegraph (ITT). Brizola pagou apenas uma fração do valor estimado pela empresa, justificando que descontara o valor do terreno e de lucros ilegais. Com a atenção dada ao caso, a American & Foreign Power (AMFORP), que Brizola expropriara em 1959, também se mobilizou. Kennedy interpretou o problema como político e instruiu Lincoln Gordon a pressionar Goulart, que, por sua vez, viu no caso uma tentativa de sabotagem da sua visita aos EUA. No Congresso americano, a disputa levou à passagem da emenda Hickenlooper [en], prevendo a suspensão da assistência financeira a países que expropriassem empresas americanas sem uma indenização apropriada.
O presidente brasileiro comprometeu-se em solucionar a questão das expropriações. Em janeiro de 1963, concordou em compensar a ITT. No final de abril, chegou a um acordo para comprar os bens da AMFORP, que reinvestiria 75% do valor em outros setores. A direita não aprovava da nacionalização, e a esquerda, do reinvestimento. O acordo foi controverso, com nacionalistas protestando que a compra seria por mais do dobro do valor estimado dos bens, e Jango a cancelou, aguardando saber o valor exato da propriedade. Internamente, ele saiu enfraquecido. Externamente, seu atraso irritou os americanos.

## Diplomacia econômica

### Durante o parlamentarismo

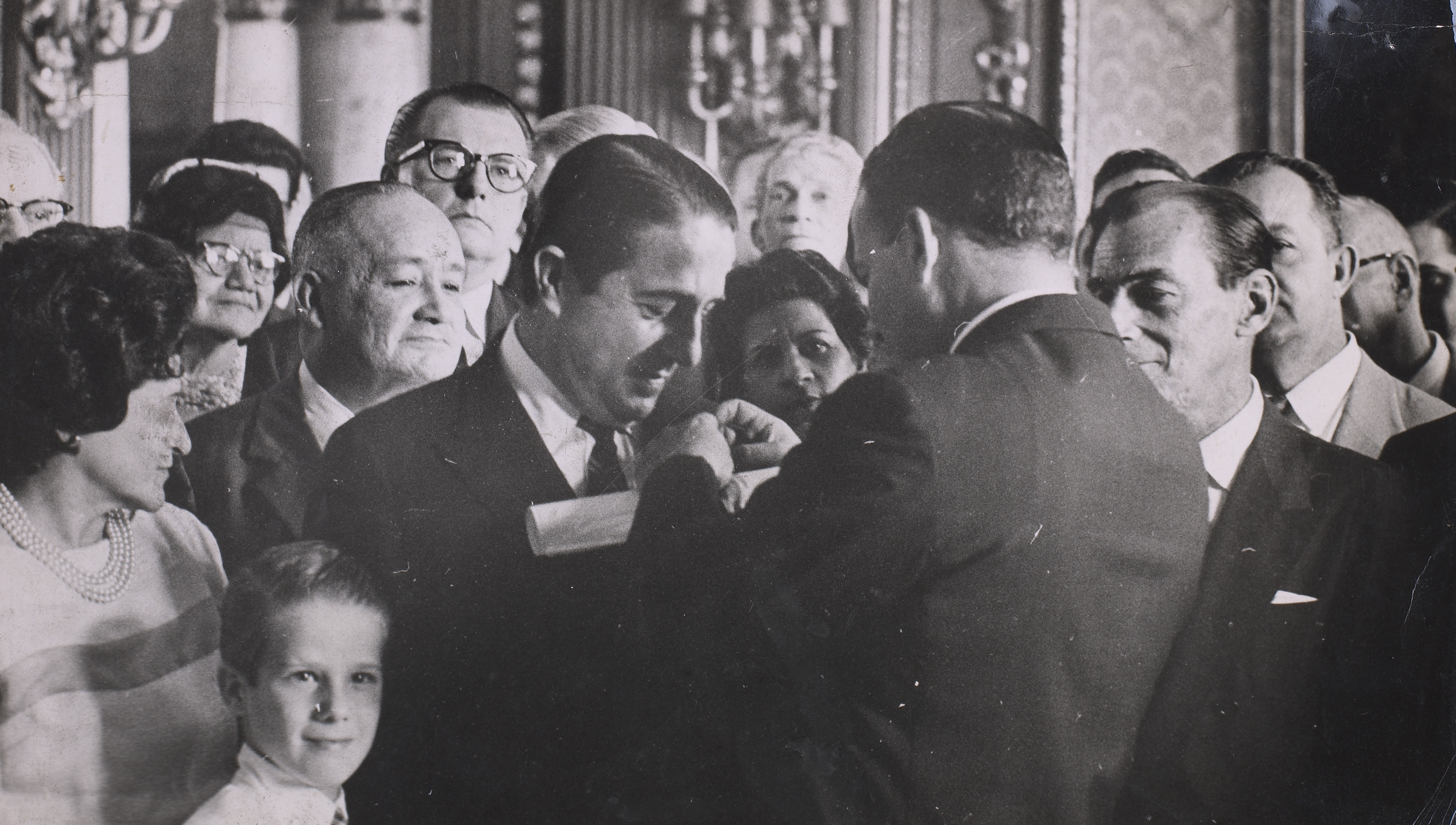
Moreira Salles, ministro da Fazenda

Com a posse de Goulart, a Embaixada recomendou a manutenção dos acordos financeiros existentes e a lentidão ou não estabelecimento de novos. A administração de Kennedy seguiu em parte essa linha de raciocínio, e nos anos seguintes aprovou apenas crédito a curto prazo e fundos para o Nordeste. A necessidade de estabilização, relativizada para Jânio, foi rigidamente exigida do seu sucessor, devido principalmente às suas associações políticas e, em menor escala, da pressão de empresários americanos e do fracasso da estabilização do antecessor. As recomendações de política econômica acompanhando os acordos foram usadas para pressionar o governo de Jango. O objetivo era, através da ajuda econômica, fazer seu governo romper com a esquerda radical e adotar uma política externa pró-americana e anticomunista.
O Brasil tinha US$ 338 milhões em empréstimos americanos já negociados, mas ainda não entregues. Com justificativas burocráticas, esse crédito foi efetivamente congelado  após a posse. Dean Rusk condicionou sua liberação ao comprometimento brasileiro às metas negociadas por Jânio com o FMI. Esse impedimento não durou muito, e até abril de 1962 foram liberados US$ 224 milhões que haviam sido negociados no governo anterior. A liberação foi de pouco a pouco e, quando possível, com curto prazo. A pressão exercida pelo ministro da Fazenda Walther Moreira Salles, a vontade de Kennedy de não passar a impressão de rompedor de acordos, a posição enfraquecida de Goulart dentro do sistema parlamentar, sua moderação política e a importância do Brasil explicam a continuidade do apoio americano no início de seu governo.
Em janeiro de 1962, uma missão do FMI mostrou-se preocupada com o déficit público e o controle sobre o câmbio. Em março, Moreira Salles propôs um programa de estabilização para seguir as recomendações do Fundo, que, porém, limitou-se a prorrogar uma dívida de US$ 20 milhões e instar os credores europeus a liberarem US$ 20 milhões negociados com Jânio. O programa não teve sucesso devido à falta de crédito americano adicional e a uma crise política em meados do ano. Além disso, Goulart focava seu capital político em antecipar o plebiscito sobre o parlamentarismo e recuperar seus plenos poderes. Assim, não tinha como fazer um ajuste fiscal impopular e tampouco tinha motivo para estabilizar o sistema parlamentar, que precisava eliminar.
Os americanos esperavam mudanças políticas de Goulart após sua visita aos EUA em abril — especialmente o distanciamento de comunistas no meio sindical — mas nos meses seguintes elas não se concretizaram. Jango recorreu à pressão dos sindicatos para poder restaurar seus plenos poderes presidenciais, conseguindo em setembro a antecipação do plebiscito a janeiro do ano seguinte. A polarização política e o conflito social cresciam. Em meados do ano as relações Brasil-EUA deterioraram e o desembolso dos empréstimos voltou a ter interrompido. A justificativa era a deterioração macroeconômica (os déficits público e externo e a inflação saíam fora de controle) mas havia a importante questão política: a perspectiva era do fim do parlamentarismo, com Goulart ganhando liberdade de ação. Os americanos adotaram uma política "passo a passo", condicionando a concessão do crédito à mudança política.

### Final de 1962 a 1963
Após a antecipação do plebiscito, uma comissão liderada por  William Henry Draper Jr. visitou o Brasil. Ela produziu um relatório propondo cortar toda a ajuda, levando à deterioração econômica do país, seguida de uma guinada à esquerda de Goulart, e, por fim, sua derrubada pelos militares. Esse documento foi controverso, evidenciando a falta de um consenso em Washington sobre como tratar do Brasil. Lincoln Gordon foi contra a proposta. O debate prosseguiu e em meados de novembro Dean Rusk informou Gordon das conclusões do Departamento de Estado: não haveria grande assistência para cobrir o déficit na balança de pagamentos brasileira, mas haveria apoio menor contanto que Goulart fizesse concessões. Este, por sua vez, pretendia implantar o Plano Trienal, projetado de setembro a dezembro. Para equilibrar alto crescimento, baixa inflação e cumprimento das obrigações internacionais, o Plano precisaria de ajuda econômica americana.
A esse ponto havia insatisfação no governo brasileiro com a política de assistência de Kennedy. Em 19 de novembro de 1962, numa reunião com Gordon, Jango insistiu na necessidade de apoio americano para concretizar o Plano Trienal e, de acordo com Gordon, ameaçou um rompimento com os EUA: ele poderia fazer um default na dívida, racionar gasolina e trigo, aumentar a socialização da economia, aceitar empréstimos soviéticos e publicamente denunciar os americanos, o FMI e a Aliança para o Progresso. Essa manobra foi possivelmente inspirada em Vargas, que em 1940, durante a Segunda Guerra Mundial, ameaçou alinhar o Brasil ao Eixo. Conseguiu assim pressionar os americanos a conceder um grande volume de apoio financeiro do Lend-Lease. Entretanto, a situação era outra. A proporção de força entre os EUA e a URSS era favorável aos americanos em 1962, diferente da proporção frente aos alemães em 1940. Vargas tinha margem de manobra interna, enquanto Goulart poderia ser derrubado por militares pró-americanos se de fato seguisse uma linha pró-soviética. Na hipótese de um rompimento com os EUA, seja apenas financeiro ou também comercial, o Brasil ficaria com um enorme déficit externo, mesmo se recebesse ajuda do bloco soviético. Washington, percebendo-se em vantagem estratégica, endureceu suas posições.
Jango recuperou seus poderes presidenciais em janeiro de 1963. Do ponto de vista americano, suas novas iniciativas expressavam uma mudança positiva, com uma "possível divergência entre o regime e elementos comunistas e pró-comunistas da esquerda". Ele acionou a estabilização com o Plano Trienal, iniciou conversas com o FMI para um empréstimo stand-by, compensou a subsidiária da ITT, fez o acordo com a AMFORP, apoiou a União Sindical dos Trabalhadores (UST), que não tinha comunistas, e moderou a PEI, notavelmente não dando apoio oficial a um congresso pró-Cuba.
De sua parte, os EUA cederam um empréstimo de US$ 30 milhões em janeiro para que o Brasil não fosse à bancarrota. Em março San Tiago Dantas (agora ministro da Fazenda) foi a Washington negociar mais crédito, firmando um acordo com David E. Bell [en], chefe da USAID. Os US$ 84 milhões restantes dos acordos de Jânio foram oferecidos sob condições: a assinatura do memorando com a AMFORP e a desvalorização da taxa de câmbio. Ambas foram cumpridas em abril, e o crédito foi liberado. Mais US$ 314 milhões, também condicionais, seriam entregues ao longo de doze meses, mas os EUA não os desembolsaram. O FMI enviou outra missão e forneceu US$ 60 milhões, sem fazer um acordo de stand-by. Isso, por sua vez, dificultou que se buscasse crédito em bancos privados ou na Europa.
Com seus credores internacionais ainda insatisfeitos, Goulart provavelmente concluiu que a considerável perda de apoio interno causada por seus acordos não havia sido correspondida por ganhos externos. Assim, em meados de 1963 reverteu seu caminho e endureceu sua posição com os EUA. O Plano Trienal foi abandonado, levando consigo as possibilidades de um acordo com o FMI e com os EUA e aprofundando as crises econômica e social. Não foi liberado mais crédito, e US$ 86 milhões oferecidos pela USAID presumivelmente foram passados a governadores oposicionistas, não ao governo federal. Entretanto, as relações financeiras não chegaram ao ponto de uma ruptura, que prejudicaria os governadores e militares pró-americanos. Em Washington, a política de dureza financeira com o Brasil era controversa e tinha seus opositores.

## Financiamento da oposição

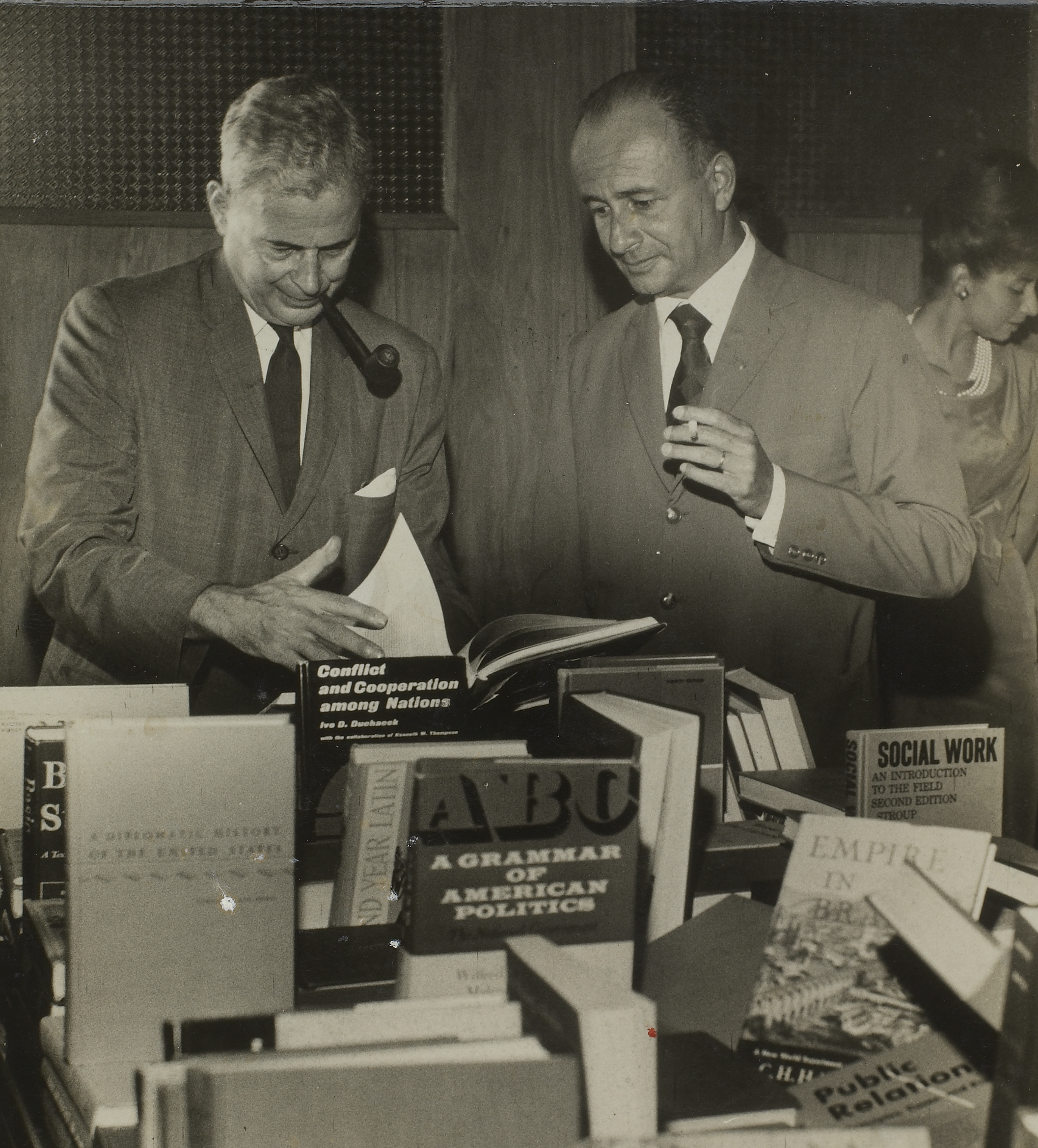
Lincoln Gordon (à esquerda) em 1963

De junho a agosto de 1962, enquanto era implementada a política "passo a passo" para reorientar Goulart através dos empréstimos, o governo americano decidiu apoiar os candidatos "democráticos" nas eleições de outubro, direcionar os fundos da Aliança para o Progresso aos governadores favoráveis e organizar uma facção pró-EUA entre os militares. Gordon explicou a Kennedy que esses esforços deveriam reforçar os "elementos democráticos e moderados" para que Goulart cooperasse com eles, e não com a esquerda radical. Assim, a eventual deposição do presidente, embora levada em consideração, não seria o objetivo. Jango foi alvo de uma campanha de desestabilização; segundo o historiador Stephen Rabe [en], o esforço de Kennedy contra Fidel Castro, João Goulart e Cheddi Jagan "não teve precedente na história das relações interamericanas". Foi a partir desse momento que a embaixada tornou-se um ator político nos assuntos internos brasileiros.
Lincoln Gordon admitiu em 1977 terem sido gastos de um a cinco milhões de dólares na campanha eleitoral. Em 1994, falou em cinco ou seis milhões. O agente da CIA Philip Agee falou em 20 milhões. O Instituto Brasileiro de Ação Democrática (IBAD), que patrocinou candidatos através da Ação Democrática Popular (ADEP), foi ainda naquela época suspeito de ter sustentação estrangeira. Uma Comissão Parlamentar de Inquérito não conseguiu comprovar a origem do dinheiro, mas as duas organizações foram fechadas por decreto presidencial e depois pela Justiça. Anos depois a ligação do IBAD com a CIA foi confirmada.
Ainda assim, muitos candidatos esquerdistas, reformistas e trabalhistas venceram nas eleições. O sucesso da ADEP foi limitado, com tanto vitórias quanto derrotas dos candidatos que apoiou. Na avaliação da embaixada, o eleitorado prosseguiu na sua marcha à esquerda. No caso do Nordeste, o sentimento foi de que os esforços para influenciar a opinião pública foram um fracasso. O esquerdista Miguel Arraes conquistou o governo de Pernambuco, centro político e econômico da região, mesmo com o apoio do IBAD à candidatura de seu oponente João Cleofas. Arraes não tinha compromisso com a Aliança para o Progresso, cujo foco teve que passar a outros estados.
A decisão em meados de 1962 de apoiar governadores favoráveis foi executada através do redirecionamento dos fundos da Aliança para o Progresso aos seus estados, que Lincoln Gordon depois denominaria "ilhas de sanidade administrativa". Dessa forma, o investimento não beneficiaria o governo federal ou governadores contrários ao EUA, entre eles Miguel Arraes, para o qual a política era não beneficiá-lo, mas sem criar a impressão de perseguição. Se ainda assim fosse necessário financiar obras em Pernambuco, elas deveriam favorecer elementos mais favoráveis aos EUA dentro de seu governo. Dentre os outros estados nordestinos, foram favorecidos o Rio Grande do Norte, a Bahia e o Ceará; no Sudeste, a Guanabara. Os governadores oposicionistas Carlos Lacerda, da Guanabara, e Adhemar de Barros, de São Paulo, conseguiram prestígio visitando Kennedy.

## Outras medidas
O United States Information Service [en] (USIS) financiou a propaganda ideológica no Brasil. A cifra reservada para esse fim chegou a US$ 2 milhões em 1964. Seu pessoal empregado no país era de 26 em 1958–60, chegando a 43 em 1965. Entre outras atividades, a organização financiava viagens aos EUA de políticos, jornalistas, professores e estudantes universitários, exibia filmes e distribuía publicações. Carlos Fico comenta que saber da existência da propaganda não confirma, por si só, que ela tenha sido efetiva e aceita pelo "público-alvo".
O deputado José Joffily, ao Diário de Notícias, o jornalista José Frejat, numa coluna em O Semanário, e Francisco Julião, líder das Ligas Camponesas, afirmaram a presença de militares americanos disfarçados no Brasil, especialmente no Nordeste. Moniz Bandeira cita essas afirmações e especifica serem os boinas verdes do Exército americano. Acrescenta que a entrada de americanos em 1962 foi num volume muito acima da média para a época, comparável apenas à verificada durante a Segunda Guerra, quando eram operadas bases militares no país. Também descreve o contrabando de armas para o território nacional.
Segundo o chefe do Serviço Federal de Informações e Contrainformação no governo Goulart, Ivo Acioly Corseuil, o marinheiro José Anselmo dos Santos, líder da Revolta dos Marinheiros de 1964, seria um agente provocador da CIA. Assim, a revolta seria obra de manipulação americana. Porém, para a literatura mais recente não há evidência para essa acusação e as origens da revolta estão dentro da Marinha do Brasil.

## Envolvimento com a deposição

### A atitude favorável aos conspiradores
A historiografia diverge sobre a inevitabilidade do choque entre as administrações de Kennedy e Goulart, assim com o momento em que os EUA passaram a colaborar com os conspiradores brasileiros que fariam o golpe de Estado em 1964. Enquanto determinados autores julgam o confronto inevitável, outros consideram as alternativas disponíveis aos americanos. Para Moniz Bandeira, bem antes de 1963 o governo americano já estava predisposto à derrubada do brasileiro, pois haveria um conflito entre os interesses dos capitalistas nos EUA e a industrialização autônoma no Brasil. José Paulo Netto e Flávio Tavares têm raciocínio parecido e situam o momento decisivo em 1962, respectivamente na conferência da OEA em janeiro ou na reunião Gordon-Kennedy em julho. Já Carlos Fico distingue a desestabilização do governo e a conspiração para derrubá-lo, sendo a última abraçada pelos americanos somente em 1963.
As ações americanas progressivamente aumentaram as chances de ocorrência e sucesso de uma rebelião contra o governo, mas a dinâmica da crise foi principalmente brasileira. “Uma interpretação fundada em análise de vasta documentação, que vem sendo sustentada por vários historiadores”, entende que o responsáveis pelo golpe de Estado foram brasileiros, mas com total apoio do governo americano. Para Carlos Fico houve uma supervalorização da importância americana nos anos 60 e 70, sob o domínio acadêmico do marxismo, mas afetando principalmente jornalistas e comentaristas, seguida, nas décadas seguintes, por uma subvalorização.
A possibilidade da destituição foi discutida ainda em 30 de julho de 1962, numa reunião em Washington:

- Gordon: Eu acho que uma de nossas tarefas importantes é fortalecer a espinha das Forças  Armadas. Deixar claro, discretamente, que nós não somos necessariamente hostis a qualquer tipo de ação militar, se estiver claro que a razão para a ação militar é

- Kennedy: Contra a esquerda.

Gordon acrescentou que "os militares são muito amigáveis conosco: muito anticomunistas, suspeitam muito de Goulart", mas "[...] não estão unidos. Essa é uma das coisas que torna complicado." Os participantes decidiram enviar um representante para ser intermediário com os militares brasileiros. O enviado depois seria Vernon Walters, designado como adido militar. Ele era fluente em português e tinha boas relações com oficiais importantes, conhecendo seus pares brasileiros desde a Segunda Guerra. Do Brasil, repassou o que ouvia deles.
Há contradição de opiniões sobre essa reunião ter sido decisão definitiva de apoiar um golpe. A alternativa — empurrar o governo à centro-direita — tinha a seu favor, à época, a crença na possibilidade de influenciar Goulart, a dúvida sobre a capacidade dos militares de derrubarem seu governo e o receio de apoiar um golpe malsucedido. A dúvida sobre a capacidade dos militares ainda existia mesmo no final de 1963. Em dezembro de 1962, novas discussões em Washington produziram um memorando elencando três opções: não agir, reorientar o governo ou "colaborar com elementos brasileiros hostis à Goulart com o objetivo de provocar sua derrubada"; a conclusão era em favor da segunda. O uso de incentivos econômicos prosseguiu, sendo abandonado apenas em 1963. Ainda assim, a terceira opção continuou em consideração.
A CIA monitorou tramas por mais de dois anos antes do golpe. Em março de 1963, identificou Odílio Denys como articulador do plano mais desenvolvido. Ao longo desse ano, a administração de Kennedy buscou um grupo nas Forças Armadas capaz e disposto a derrubar o governante brasileiro. Pelo menos ao final do ano, a hipótese de apoiar sua destituição era considerada seriamente.

### Os planos
Um plano de contingência para o caso de um golpe de Estado no Brasil provavelmente estava em desenvolvimento ainda no governo de Kennedy. Uma versão datada de 11 de dezembro de 1963, no início do governo Johnson, é conhecida. Foi redigida por Lincoln Gordon e Benjamin H. Read [en], Secretário Executivo do Departamento de Estado. Descrevia que, embora um golpe direitista não deveria ser estimulado, seriam mantidos contatos secretos com os conspiradores brasileiros. Listava quatro possíveis cenários no Brasil e correspondentes linhas de ação para os EUA. Eram uma revolta da esquerda radical, uma revolta de "forças democráticas" contra uma guinada autoritária do presidente, o afastamento de Goulart em resposta à deterioração da situação nacional e uma tomada gradual de poder pela extrema esquerda, com as Forças Armadas neutralizadas. Ao final, acrescenta mais um cenário, o apoio comunista externo.
Na avaliação de Carlos Fico, a intenção do embaixador era que o primeiro e quarto cenários, sendo improváveis, fossem descartados em favor do segundo e terceiro. A tradição burocrática de deixar a opção esperada entre outras improváveis já foi descrita por Henry Kissinger. As linhas de ação no primeiro, terceiro e quarto cenários são pouco desenvolvidas. O segundo e terceiro têm notórias semelhanças com o decurso real dos eventos no golpe poucos meses depois, indicando a colaboração com conspiradores brasileiros. O documento menciona a posse de Ranieri Mazzili, presidente da Câmara dos Deputados, até uma eleição presidencial no prazo de 30 dias, um controle militar temporário e uma relação amistosa logo no início do novo regime.
O segundo cenário admitia um conflito, chegando até mesmo a uma guerra civil, e sugeria a formação de um governo provisório alternativo. Este poderia, então, solicitar ajuda externa. Isso condiz com as memórias de Afonso Arinos de Melo Franco, segundo o qual José de Magalhães Pinto, o governador de Minas Gerais, o nomearia secretário de governo; no caso de conflito prolongado, obteria no exterior o reconhecimento do estado de beligerância. Após o pedido desse governo provisório, a linha de ação seria o apoio logístico. Daí nasceu a Operação Brother Sam, uma força-tarefa naval para seguir ao litoral brasileiro. A hipótese de uma intervenção terrestre é mencionada, não de forma clara, na expressão "intervir com forças", no caso de uma interferência soviética ou cubana. O plano militar desse desembarque chegou a ser estudado, mas não estava previsto na operação naval de fato prevista meses depois.

### Últimas conversas
Um plano de defesa interna do Brasil data de 20 de março de 1964. Registra a deterioração da crise político-econômica nacional e as avaliações políticas de Lincoln Gordon, como "manobras de tipo peronista" do presidente e a possível instalação de um regime contrário aos interesses americanos. Nesse mesmo dia, Lyndon Johnson aprovou uma força-tarefa naval. A operação estava em contato com brasileiros, tendo como intermediário o general José Pinheiro de Ulhoa Cintra, homem de confiança de Castelo Branco.
Em telegrama de 27 de março, o embaixador notou a força do grupo de Castelo Branco no oficialato, a iminência de uma ação e a possível falta de armas ou combustível, sugerindo uma entrega clandestina de armamentos por submarino no litoral paulista. Julgava que assim, os militares oposicionistas conseguiriam a vitória sem apoio americano aberto. Entretanto, no caso de um "segundo estágio" com resistência prolongada, recomendou que uma esquadra estivesse no litoral como demonstração de força. No dia seguinte, o  Comitê Executivo do Conselho de Segurança Nacional considerou sem sentido a proposta do submarino (a entrega seria muito pequena) e também criticou o envio da esquadra, mas concordou com o abastecimento de combustível. O documento enfatiza o Segundo Exército, em São Paulo, como a mais provável força oposicionista. A resposta de Gordon insistiu que forças paramilitares fossem previamente armadas.

## No momento do golpe

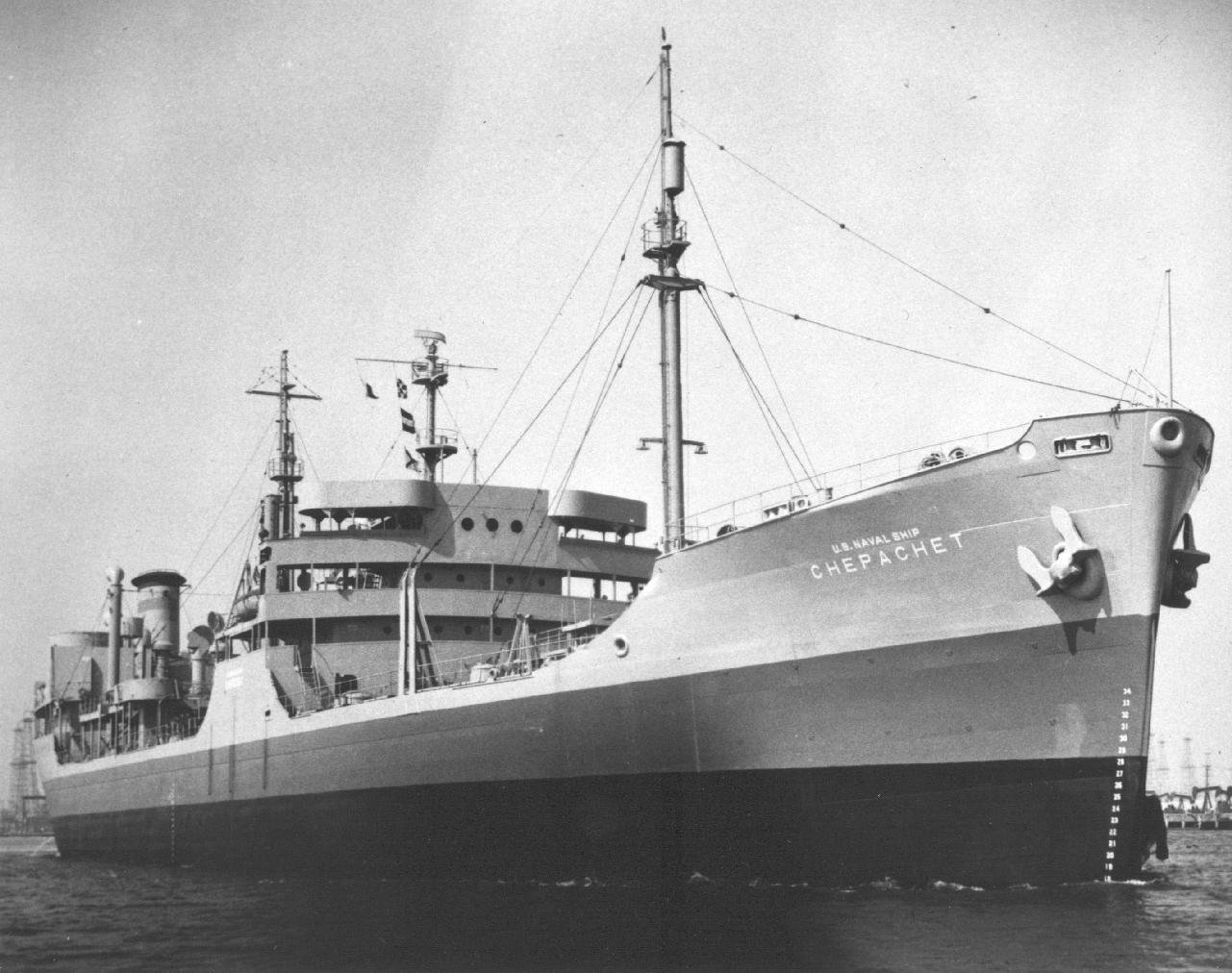
en, um dos cargueiros de combustível

No dia 30, a CIA relatou uma iminente "revolução por forças anti-Goulart" nos próximos dias, com tropas de São Paulo e Minas Gerais marchando na direção do Rio de Janeiro para se encontrarem com aliados ali. "A revolução não será resolvida rapidamente e será sangrenta". Após a formação de um novo governo estadual e publicação de um manifesto pelo governador de Minas Gerais, Robert W. Dean, conselheiro do escritório da Embaixada em Brasília, avaliou uma ação militar como iminente dependendo das condições. Em resposta, às 21h00 Dean Rusk determinou um alerta de 24 horas para que todos os postos diplomáticos relatassem qualquer resistência militar ou política a Goulart. À noite Niles Bond, cônsul-geral em São Paulo, informou ter ouvido de dois conspiradores importantes que o golpe ocorreria dentro de 48 horas, e ainda, que os conspiradores perguntaram "se a frota norte-americana poderia alcançar rapidamente o Sul do Brasil".
Na manhã do dia 31 a 4ª Região Militar, em Minas Gerais, iniciou antecipadamente o golpe de Estado. Às 11:30 já estavam reunidos em Washington Dean Rusk, Robert McNamara, secretário de Defesa, Maxwell Taylor, chefe do Estado-Maior Conjunto, e John McCone, diretor da CIA. Discutiam, entre outros tópicos, a capacidade de apoio aéreo e naval. Pouco depois, foi acionada a força-tarefa naval composta do porta-aviões USS Forrestal, seis contratorpedeiros, um porta-helicópteros, quatro petroleiros, aviões de carga, caças e munição para transporte aéreo. O destino no litoral brasileiro não poderia ser atingido antes de 10 de abril.
O presidente brasileiro estava ciente de ter os EUA como inimigo. Na manhã do dia 1, San Tiago Dantas informou-o que

Não é impossível que esse movimento de Minas venha a ser apoiado pelo Departamento de Estado. Não é impossível que ele não tenha se deflagrado com o conhecimento e a concordância do Departamento de Estado. Não é impossível que o Departamento de Estado venha a reconhecer a existência de um outro Governo em território livre do Brasil.

Sua fonte era Afonso Arinos. Esse diálogo foi reproduzido pelo jornalista Araújo Netto, em 1964, num ensaio "no qual as conversas aparecem de forma algo romanceada". Mas o evento é confirmado por João Pinheiro Neto e Moniz Bandeira, ambos os quais ouviram-na do próprio Goulart. Conforme Elio Gaspari, esse aviso foi um dos fatores na decisão de Goulart de deixar o Rio de Janeiro rumo a Brasília, precipitando o desmoronamento de seu esquema militar no Primeiro Exército.
Às 20:30, em teleconferência com Washington, o embaixador relatou:

Acreditamos que está tudo acabado com rebelião democrática já 95% vitoriosa. Primeiro Exército solidamente a favor e às 16h40 o general Âncora ordenou o fim da ação militar contra os rebeldes. Âncora e Kruel se encontrarão às 18h00 em Resende. Comando do Primeiro Exército será assumido pelo general Costa e Silva, fortemente democrático. Ainda aguardando anúncio formal mas acreditamos que Goulart já renunciou ou está prestes a renunciar. Mazzilli então assumiria provisoriamente como determina a Constituição. Castello Branco afirma não ser necessário apoio logístico dos EUA.

Com o aviso de Castelo Branco, a Brother Sam foi desmontada. Não houve renúncia, mas na madrugada do dia 2 o Congresso declarou vaga a Presidência, empossando Ranieri Mazzilli no lugar de Jango, que seguia a Porto Alegre. A CIA noticiou que Jango havia partido de Porto Alegre rumo a Montevidéu, no Uruguai, às 13h00; na verdade, estava no interior do Rio Grande do Sul, e só chegou à capital uruguaia no dia 4. Às 22h30 do dia 2, o embaixador relatou que a última resistência militar, em Porto Alegre, já havia acabado.

## Reconhecimento do novo governo
Lincoln Gordon e a cúpula americana em Washington discutiram o reconhecimento e a legitimidade do novo governo. Pela Constituição o presidente perderia o cargo se saísse do país sem a autorização do Congresso, mas a sessão que o destituiu foi feita enquanto ele ainda estava em território nacional. Assim, ela não tinha base constitucional. Na noite do dia 2, Lyndon Johnson reconheceu o governo de Ranieri Mazzilli. O reconhecimento precoce arranhou a imagem internacional do governo dos EUA, gerando certa estupefação em outros governos latino-americanos. Lincoln Gordon e Dean Rusk estavam preocupados com a aparência de legalidade do novo governo, que, de fato, sugeria alguma legalidade ao ter como presidente o próximo na linha de sucessão e ter convocado novas eleições, nas quais, treze dias após a posse, o Congresso elegeu Castelo Branco. O secretário de Estado divulgou a versão oficial sobre os eventos, com temas como a "influência comunista", a mensagem presidencial ao Congresso de 15 de março, o Comício da Central, a Marcha da Família, a "oposição unânime dos poderes constituídos", a "vacância do cargo" e a "vitória incruenta". O Itamaraty e o Departamento de Estado procuraram reconhecimento internacional, e em 15 dias ele foi obtido em toda a América Latina, à exceção da Venezuela. Entre governos europeus havia dúvida quanto à versão americana, mas também o entendimento de que era um problema dos Estados Unidos e não deles.

### Citações
1. 1 2  Pereira 2018, pp. 7-8.
2. 1 2 3  Spektor 2018, p. 6.
3. ↑  Pereira 2018, pp. 14-15.
4. ↑  Faria 2018, pp. 38-39.
5. 1 2 3  Pereira 2018, pp. 8-9.
6. ↑  Resende 2009, p. 123.
7. ↑  Lara 2015, pp. 3621-3622.
8. ↑  Lara 2016, p. 10.
9. ↑  Fico 2008, pp. 19-22.
10. ↑  Pereira 2018, pp. 9-10.
11. ↑  Lara 2015, pp. 3622-3623.
12. 1 2  Betfuer 2017, p. 71.
13. 1 2  Loureiro 2017, p. 1.
14. ↑  Lara 2015, p. 3622.
15. 1 2 3 4  Betfuer 2017, p. 75.
16. 1 2 3  Betfuer 2017, p. 72.
17. 1 2 3  Pereira 2018, p. 10.
18. ↑  Fico 2008, p. 23.
19. ↑  Loureiro 2017, p. 14.
20. 1 2  Fico 2008, p. 25.
21. ↑  Faria 2018, p. 40.
22. ↑  Lara 2019, p. 42.
23. ↑  Bandeira 2014, p. 120.
24. ↑  Fico 2008, pp. 25-26.
25. 1 2  Fico 2008, p. 27.
26. ↑  Lara 2019, pp. 31-38.
27. ↑  Oliveira 2020, p. 453.
28. ↑  Fico 2008, p. 26.
29. ↑  Lara 2015, p. 3624.
30. ↑  Lara 2019, pp. 18 e 98.
31. 1 2  Betfuer 2017, pp. 72-73.
32. ↑  Lara 2019, p. 184.
33. ↑  Fico 2008, p. 28.
34. ↑  Bandeira 2014, pp. 107-111.
35. ↑  Faria 2018, pp. 44-45.
36. ↑  Lara 2019, pp. 6 e 185.
37. ↑  Fico 2008, pp. 31-34.
38. ↑  Pedrosa 2018, pp. 104-105.
39. 1 2  Fernandes 2009, pp. 836-837.
40. ↑  Tibola 2007, p. 114.
41. ↑  Fernandes 2009, p. 844.
42. ↑  Tibola 2007, pp. 41 e 114.
43. ↑  Tibola 2007, Resumo e p. 15.
44. ↑  Loureiro 2017, p. 4.
45. ↑  Spektor 2018, p. 3.
46. ↑  Betfuer 2017, p. 74.
47. ↑  CPDOC FGV 2001. POLÍTICA EXTERNA INDEPENDENTE.
48. ↑  Loureiro 2014, pp. 327-328.
49. ↑  Loureiro 2013, pp. 550-563 e 571-573.
50. ↑  Loureiro 2014, p. 330.
51. ↑  Loureiro 2013, pp. 563-564.
52. ↑  Faria 2018, p. 44.
53. ↑  Loureiro 2013, p. 572.
54. ↑  Loureiro 2014, pp. 335-337.
55. 1 2 3  Green & Jones 2009, pp. 73-80.
56. ↑  Spektor 2018, p. 9.
57. 1 2  Fico 2008, pp. 41-42.
58. ↑  Loureiro 2017, p. 2.
59. ↑  Betfuer 2017, p. 73.
60. ↑  Fico 2008, pp. 42-46.
61. ↑  Lara 2019, pp. 103-106.
62. ↑  Lara 2019, pp. 7-9 e 185-187.
63. ↑  Oliveira 2020, pp. 447-449 e 453-455.
64. ↑  Spektor 2018, p. 4.
65. ↑  BBC, 26 de junho de 2007.
66. ↑  Resende 2009, pp. 65-67.
67. ↑  Domingos 2018, pp. 527-530.
68. ↑  Domingos 2018, pp. 530-542.
69. 1 2 3  Pereira 2018, pp. 12-13.
70. ↑  Faria 2018, p. 59.
71. ↑  Resende 2009, pp. 77-78.
72. ↑  Resende 2009, pp. 80-81.
73. 1 2  Betfuer 2017, pp. 75-76.
74. ↑  Domingos 2018, pp. 526-528.
75. ↑  Resende 2009, pp. 93-100.
76. ↑  Duchiade 2021.
77. 1 2  Resende 2009, pp. 68-69.
78. ↑  Resende 2009, pp. 105-120.
79. ↑  Resende 2009, pp. 49-51.
80. ↑  Pereira 2018, p. 13.
81. ↑  Loureiro 2017, p. 12.
82. ↑  Resende 2009, p. 120.
83. 1 2  Loureiro 2017, p. 18.
84. ↑  Loureiro 2014, p. 341.
85. 1 2  Ferreira & Gomes 2014, cap. 21.
86. ↑  Lara 2019, pp. 149-150.
87. ↑  Resende 2009, pp. 122-123.
88. ↑  Loureiro 2013, pp. 564 e 572.
89. ↑  Gennari 1997, pp. 172-174.
90. ↑  CPDOC FGV 2001, CAPITAL ESTRANGEIRO (legislação)
91. 1 2 3  Betfuer 2017, pp. 77-78.
92. 1 2  Gennari 1997, pp. 136-143.
93. ↑  Loureiro 2011, p. 10.
94. ↑  Ferreira 2011, pp. 342-343.
95. ↑  Loureiro 2014, p. 345.
96. ↑  Loureiro 2013, pp. 564-565.
97. ↑  Loureiro 2013, pp. 572-573.
98. ↑  Loureiro 2014, p. 326.
99. 1 2  Loureiro 2017, p. 17.
100. ↑  Loureiro 2013, pp. 565-566.
101. 1 2 3  Loureiro 2017, p. 5.
102. ↑  Loureiro 2014, p. 334.
103. ↑  Loureiro 2013, pp. 567-568.
104. ↑  Betfuer 2017, p. 76.
105. ↑  Loureiro 2013, pp. 568-571.
106. ↑  Loureiro 2013, pp. 570-571.
107. ↑  Loureiro 2014, p. 338.
108. 1 2 3  Loureiro 2014, p. 339.
109. ↑  Betfuer 2017, p. 78.
110. ↑  Loureiro 2017, pp. 7-9.
111. ↑  Loureiro 2017, pp. 2-3.
112. ↑  Loureiro 2017, pp. 9-17.
113. 1 2 3  Loureiro 2014, pp. 342-345.
114. 1 2 3  Loureiro 2011.
115. 1 2  Resende 2009, pp. 75-77.
116. ↑  Loureiro 2013, p. 571.
117. ↑  Loureiro 2014, pp. 346-347.
118. ↑  Loureiro 2014, pp. 338-339.
119. ↑  Fico 2008, pp. 75-76.
120. ↑  Faria 2018, p. 55.
121. ↑  Fico 2008, p. 77.
122. ↑  Veja, 9 de março de 1977, p. 6.
123. 1 2 3  Spektor 2018, p. 7.
124. ↑  Folha de S. Paulo, 27 de março de 1994.
125. ↑  Domingos 2018, p. 531.
126. 1 2  Faria 2018, p. 51.
127. 1 2  Ribeiro 2020.
128. ↑  CPDOC FGV 2001, INSTITUTO BRASILEIRO DE AÇÃO DEMOCRÁTICA (IBAD).
129. ↑  Ferreira & Gomes 2014, cap. 8.
130. ↑  Lara 2019, pp. 140-146.
131. ↑  Fico 2008, pp. 78-79.
132. ↑  Lara 2019, p. 152.
133. ↑  Bandeira 2014, p. 116, nota de rodapé.
134. ↑  Domingos 2018, pp. 532-533 e 538.
135. ↑  Faria 2018, p. 52.
136. ↑  Fico 2008, pp. 80-84.
137. ↑  Diário de Notícias, 17 de junho de 1962.
138. ↑  O Semanário, 31 de janeiro a 6 de fevereiro de 1963.
139. ↑  Bandeira 1978, pp. 135-139.
140. ↑  Spektor 2018, p. 12.
141. ↑  Pereira 2018, pp. 6-7.
142. ↑  Spektor 2018, p. 1.
143. ↑  Fico 2008, pp. 99-100.
144. ↑  Resende 2009, p. 68.
145. 1 2  Fico 2008, p. 86.
146. ↑  Faria 2018, p. 57.
147. 1 2  Faria 2018, pp. 57-58.
148. ↑  Pereira 2018, p. 11.
149. ↑  Loureiro 2017, p. 11.
150. ↑  Faria 2018, pp. 58-59.
151. ↑  NSC, 11 de dezembro de 1962.
152. ↑  Hershberg & Kornbluh 2014.
153. ↑  CIA, 8 de março de 1963.
154. 1 2  Pereira 2018, p. 14.
155. ↑  Fico 2008, pp. 86-89.
156. ↑  Faria 2018, pp. 60-62.
157. ↑  Fico 2008, pp. 89-93.
158. ↑  Faria 2018, pp. 60-63.
159. ↑  Fico 2008, pp. 91-93.
160. ↑  Faria 2018, pp. 62-63.
161. ↑  Fico 2008, pp. 93 e 98.
162. 1 2 3 4  Gaspari 2014.
163. ↑  Fico 2008, pp. 94-95 e 101.
164. ↑  Faria 2018, pp. 63-64.
165. ↑  Fico 2008, pp. 94-97.
166. ↑  Faria 2018, p. 64.
167. ↑  Hershberg & Kornbluh 2004.
168. ↑  Departamento de Estado, 27 de março de 1964, NSC, 28 de março de 1964 e Departamento de Estado, 29 de março de 1964.
169. ↑  CIA, 30 de março de 1964.
170. ↑  Fico 2008, p. 104.
171. ↑  Parker 1977, pp. 99-100.
172. ↑  Faria 2018, pp. 65-66.
173. ↑  Parker 1977, p. 101.
174. ↑  Fico 2008, p. 72.
175. ↑  Bandeira 1978, pp. 180-181.
176. ↑  Fico 2008, p. 98.
177. 1 2  Faria 2018, p. 66.
178. ↑  Ferreira & Gomes 2014, cap. 22.
179. ↑  CIA, 2 de abril de 1964.
180. ↑  Corrêa 1977, p. 133.
181. ↑  Parker 1977, pp. 111-115.
182. ↑  Fico 2008, pp. 108-109.
183. ↑  Fico 2008, pp. 127-135.